# Franz Vorländer
Franz Vorländer, född den 15 september 1806 i Röttgen, död den 31 mars 1867 i Marburg, var en tysk filosof, far till Karl Vorländer. 
Vorländer, som var professor vid Marburgs universitet, utgav bland annat Geschichte der philosophischen Moral-, Rechts- und Staatslehre der Engländer und Franzosen (1855).